# Lasary
Lasary (auch: Antsary, Ansary) ist eine madegassische Art Salat. Die ursprünglichen Rezepte stammen wahrscheinlich aus dem Norden von Madagaskar.
Lasary wird gerne als Beilage oder als Belag auf Baguette-Sandwich gereicht. Ebenso wird es als Beilage zu Fleischspießen oder zu Reis angeboten.
Je nach Vorrat wird das Gericht aus Grünen Bohnen, Weißkohl, Karotte und Zwiebel in einer Vinaigrette-Sauce zubereitet. Auch eingelegte Mangos und Zitronen finden Verwendung.